# شهرستان تیپتون (تنسی)
شهرستان تیپتون، تنسی (به انگلیسی: Tipton County, Tennessee) یک سکونتگاه مسکونی در ایالات متحده آمریکا است که در تنسی واقع شده‌است.

## خصوصیات
شهرستان تیپتون ۱٬۲۲۵٫۰۷ کیلومترمربع مساحت دارد.